# Амир Эбрахими, Зара
Зара Амир Эбрахими (перс.  زهرا اميرابراهيمی‎; род. 9 июля 1981, Тегеран) —  ирано-французская актриса, продюсер и режиссёр.
Она приобрела международную известность благодаря роли журналистки Арезу Рахими в криминальном триллере режиссёра Али Аббаси «Убийца „Священный паук“» (2022), за которую получила премии Каннского кинофестиваля и «Роберт» за лучшую женскую роль.
Амир Эбрахими также является продюсером и ведущей канала BBC и курирует культурную программу персидского отделения BBC World. В 2022 году она появилась в списке «100 женщин» BBC как одна из вдохновляющих и влиятельных женщин года в мире.